# 1992 у відеоіграх

## Події
- Street Fighter II отримує звання гра року на Golden Joystick Awards.

### Релізи
- Березень — Blue Sky Productions випускає Ultima Underworld: The Stygian Abyss. Це перша 3D рольова відеогра.
- 27 квітня — Nintendo випускає Kirby's Dream Land для Game Boy, першу гру з зображенням символу Kirby.
- 5 травня — на DOS вийшла гра Wolfenstein 3D, розроблена Id Software та видана Apogee Software. Одна з перших ігор, що популяризували жанр FPS.
- Червень — LucasArts випускає Indiana Jones and the Fate of Atlantis. Вважається однією з найбільш передових пригодницьких ігор того часу, яка стала справжнім проривом для LucasArts.
- 27 серпня — Super Mario Kart (Nintendo, SNES). Це перша гра в серії Mario Kart, яка породила піджанр гоночних ігор.
- 8 жовтня — Midway Games випускає Mortal Kombat в Північній Америці на ігрових автоматах, яка містить у собі криваві добивання (англ. Fatality), оцифрованих персонажів. Ця гра є засновницею серії ігор, мультфільмів та фільмів.
- 15 жовтня — Sega випускає відеогру Night Trap для Mega-CD.
- 21 жовтня — Super Mario Land 2: 6 Golden Coins буде випущена для Game Boy, де вперше був представлений Wario.
- Листопад — Accolade[en] випускає Star Control II.
- 21 листопада — Sega випускає Sonic The Hedgehog 2 (Sega Mega Drive, Master System, Game Gear), яка знову з'являється Сонік і Майлз «Тейлз» Прауер.
- Interplay випускає Alone in the Dark, який вважається першим Survival horror і Action-adventure.
- Westwood Studios випустила гру Dune II, що популяризувала жанр стратегій у реальному часі, та значно вплинула на його подальший розвиток.
- Domark випускає Championship Manager для Amiga і Atari ST.
- Delphine Software International випускає Flashback на Amiga, пізніше випущений на Sega Mega Drive і Super Nintendo в 1993 році. Flashback включена в Книгу рекордів Гіннеса як найбільш продавана французька гра всіх часів.

### Технологія

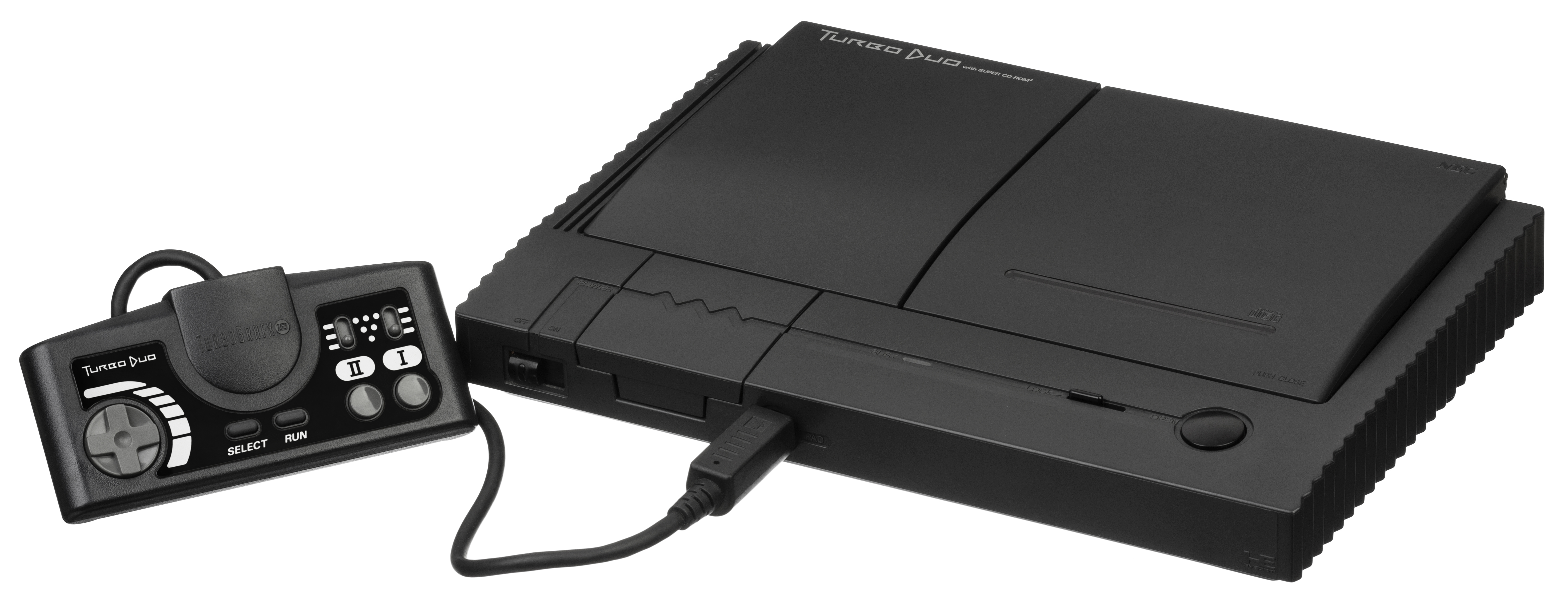
Гральна консоль TurboDuo

- JVC випускає гральну консоль Wondermega в Японії, яка поєднує в собі Sega Mega Drive і Sega Mega-CD (в Північній Америці отримала назву X'eye).
- Taito Corporation створює домашню консоль WOWOW домашньої консолі (нереалізована).
- TTI (Turbo Technologies Inc.) випускає гральну консоль TurboDuo.
- Гральна консоль Super Nintendo Entertainment System вийшла у продаж на території Європи та Австралоазії.
- Компанія Commodore випустила черговий домашній комп'ютер з серії Amiga — 1200.
- Philips випустила домашню мультимедійну гральну консоль CD-I.

### Підприємства
- Нові підприємства: Wow Entertainment, Humongous Entertainment